# Autopsy (groupe)
Pour les articles homonymes, voir Autopsy.
Autopsy est un groupe de death metal américain, originaire de Californie. Il est fondé en 1987 par Chris Reifert, ancien batteur de Death (notamment sur Scream Bloody Gore). Peu de groupes jouaient du death metal à la formation d'Autopsy. Outre sa musique, originale pour l’époque, le groupe attire l’attention sur lui par des pochettes et textes particulièrement sanglants (registre gore), qui inspirent des groupes comme Cannibal Corpse ou Aborted. Une autre particularité du groupe est liée à Chris Reifert, qui jouait à la fois la batterie et les parties vocales, ce qui est rare.

## Biographie

### Débuts (1987–2007)
Autopsy est formé après le départ de Chuck Schuldiner en 1987, reparti en Floride pour y poursuivre la carrière de Death, tandis que Chris voulut rester en Californie. Malgré ce désaccord et cette séparation, les deux hommes restent amis. Chris Reifert fonde Autopsy avec Eric Cutler et Danny Coralles, tous deux guitaristes. Ils enregistrent rapidement une démo paraît le 1er décembre 1987, avec Eric Owen au chant et Eric Eigard à la basse. À la suite du départ de Owen après ce premier enregistrement, Chris prend le poste de chanteur en même temps d’assurer son poste de batteur.
Le bassiste chanteur du groupe britannique Carcass Jeff Walker, avec qui Chris Reifert prend contact régulièrement, arrive à convaincre le label Peaceville de laisser une chance à Autopsy. Le groupe enregistre la démo Critical Madness en 1988, ce qui lui vaudra une certaine réputation dans le milieu underground. À la suite de cela, Autopsy repart à Peaceville Records pour enregistrer son premier album. Malgré l'arrivée de Ken Sorvari en tant que bassiste, à la suite du départ de Eric Eigard, il ne participera pas à l'enregistrement. Ce sera l'ami de Chris, Steve DiGiorgio de Sadus qui assure le poste de bassiste durant l'enregistrement. Autopsy fait paraître Severed Survival le 15 mai 1989. L'album gagne très vite le statut d'œuvre culte malgré ses ambiances macabre, ses textes gore et ses sonorités « sales » qui fera même fuir certains fans de metal extrême, tout comme les premières œuvres de Carcass. Les textes abordés dans l'album ont pour thème la putréfaction, l'auto-mutilation (le titre éponyme), la mort et le sadisme. À l'image de ses textes, Severed Survival baigne dans une ambiance putride et malsaine, alternant les passages rapides et les parties lentes et lugubres qui deviendront la marque de fabrique du groupe. D'abord doté d'une première pochette représentant un homme se faisant « charcuter » vivant, le label Peaceville décida de la changer quelques semaines après sa sortie par une nouvelle moins choquante, mais toujours dans l'esprit de l'album.
En novembre 1990, Autopsy retourne en studio pour l'enregistrement de son second album, Mental Funeral, avec Steve Cutler comme bassiste. Sorti le 22 avril 1991, le nouvel album du groupe montre la volonté de Chris et ses collègues d'obtenir un son encore plus sale et malsain que sur son précédent album. Les passages lents sont encore plus nombreux que sur Severed Survival, donnant un certain coté doom metal à la musique, ce qui la rend plus lugubre. Tout comme le précédent album, Mental Funeral devient dès sa sortie culte et incontournable dans le milieu du death metal. Après la sortie de l'EP Fiend for Blood le 1er mars 1992, le groupe sort son troisième album Acts of the Unspeakable le 1er octobre. L'album reçoit un accueil mitigé, dû à la qualité du son et de l’aspect trop sale de la musique. Il fait aussi objet d'une controverse, dû à la nature de la pochette (dépliable) présentant plusieurs personnes subissant d'horribles tortures proche de celles de l'inquisition, et aussi proche de certaines peintures représentant l'enfer et ses supplices. Cette pochette est rapidement censurée dans plusieurs pays et est remplacé par une autre, plus précisément, par une petite partie de la pochette d'origine. Le groupe continue sur cet album sa quête dans le son volontairement sale et imparfait, ce qui lui fera payer certains de ces fans, mais qui comblera les fans endurcis du groupe et amateurs de mauvaises productions.
Décidé à enfoncer le clou après Acts of the Unspeakable, Autopsy enregistre, toujours chez Peaceville Records, Shitfun, qui sort le 2 octobre 1995. Mal accueilli par la presse et les fans, Shitfun est un échec commercial, certains lui reprochant ses compositions trop basiques et sa production trop sale, rendant l'album trop fade. Mais tout comme son titre l'indique, le thème qui revient régulièrement dans Shitfun est la scatophilie, ce qui rend le travail du groupe moins sérieux qu'avant. Le death metal perdant en popularité durant le milieu des années 1990, Chris Reifert décide d'arrêter l'aventure Autopsy. En 2000, fait paraître Torn from the Grave une compilation contenant, outre d’anciens morceaux déjà publiés, plusieurs inédits dont des enregistrements en concert ; par ex. Service for a Vacant Coffin, capté en Allemagne, lors d’une tournée en Europe, en 1990.

### Reformations et suites (depuis 2008)
En 2008, à l'occasion du Maryland Death Fest, Chris Reifert et son groupe décident de reprendre l'aventure Autopsy, avec Joe Trevisano pour le poste de bassiste. En 2009, le groupe se reforme.
En 2010 paraît The Tomb Within, leur nouvel EP, bien accueilli de la part des fans, craignant qu'ils reprennent leur musique comme sur leur dernier album, Shitfun. Autopsy sort le 31 mai 2011 son premier album depuis la reformation, Macabre Eternal. Ce dernier est très bien accueilli par la presse spécialisée et les fans de death metal, retrouvant les ambiances macabres et torturés de ses débuts. L'album se situe quelque part entre Severed Survival et Mental Funeral, avec des atmosphères toujours aussi lugubres. Une des petites nouveautés de Macabre Eternal, est le guitariste Eric Cutler s'essayant au chant sur trois titres. En 2013 sort le 24 juin le sixième album du groupe, The Headless Ritual, dans la lignée du précédent album.

## Membre

### Membres actuels
- Chris Reifert – batterie, chant (depuis 1987)
- Danny Coralles – guitare (depuis 1987)
- Eric Cutler – guitare, chant (depuis 1987)
- Joe Trevisano - basse (depuis 2010)

### Anciens membres
- Eric Eigard – basse (1987–1988)
- Eric « Rick » Owen – chant (1987)
- Ken Sorvari – basse (1988)
- Steve Cutler – basse (1990–1991)
- Josh Barohn – basse (1991–1993)
- Freeway Migliore – basse (1993–1995)
- Dan Lilker - basse (2010 Maryland Deathfest Show)

### Musicien de session
- Steve DiGiorgio – basse (Severed Survival et Fiend for Blood)

## Discographie

### Albums studio
- 1989 : Severed Survival
- 1991 : Mental Funeral
- 1992 : Acts of the Unspeakable
- 1993 : Shitfun
- 2011 : Macabre Eternal
- 2013 : The Headless Ritual
- 2014 : Tourniquets, Hacksaws and Graves
- 2016 : After the Cutting
- 2022 : Morbidity Triumphant

### EPs, singles, split et démos
- 1987 : Stillborn (en) (cassette démo, rééditée en CD en 2000)
- 1988 : Critical Madness (cassette démo, rééditée en CD en 2000)
- 1991 : Retribution for the Dead (EP)
- 1991 : Metal Forces (Split avec Paradise Lost)
- 1992 : Fiend For Blood (en) (EP)
- 1998 : Tortured Moans Of Agony (EP)
- 2009 : Horrific Obsession (Single)
- 2010 : The Tomb Within (EP)
- 2012 : Mauled To Death (Single)
- 2015 : Skull Grinder (EP)

### Compilations
- 2000 : Ridden with Disease
- 2001 : Torn from the Grave (en)
- 2004 : Dead as Fuck
- 2010 : Awakened by Gore
- 2012 : All Tomorrow's Funerals
- 2013 : Introducing Autopsy

## Filmographie
- 2006 : Dark Crusades (double DVD, chez Peaceville)